# Јабланичко језеро
Јабланичко језеро је вештачко акумулационо језеро на реци Неретва у Федерацији БиХ, БиХ. Простире се од Коњица до Јабланице, уз магистрални пут M-17.
Јабланичко језеро је настало 1953. године изградњом лучне бране на Неретви, 5 km узводно од Јабланице.
Површина језера је 13 km², док је средња дубина 70 метара. Висина бране је 80 метара. Језеро је дугачко 30 km, широко до 3,1 km, на надморској висини од 202 метра, при чему водостај осцилује до 25 метара.
Језеро је познато као викенд одмаралиште и туристичка дестинација. Богато је разноврсном рибом: пастрмка, главатица, стругача, шаран, бели клен итд.
Након што је Електропривреда Федерације БиХ из језера испустила сву воду крајем јануара и почетком фебруара 2017. године, језерски екосистем је у потпуности уништен, неповратно је изгубљено око 2 милиона рибљих јединки, а језеро је у стању еколошке катастрофе.